# Herbert Riehl
Herbert Riehl (30 mars 1915 - 1er juin 1997) est un météorologue américain d'origine allemande, largement considéré comme le père de la météorologie tropicale. Il est bien connu pour son travail avec Joanne Simpson sur l'importance des tours convectives et leur rôle critique dans le transport d'énergie hors des tropiques via les cellules de Hadley. Il était responsable de la fondation du département des sciences de l'atmosphère à l'Université d'État du Colorado.

## Biographie
Riehl est né le à Munich, en Allemagne. Sa famille d'origine juive l'envoie en 1933 en Angleterre afin de fuir le régime Nazi, puis il décide lui-même d'aller aux États-Unis,. Il travaille d'abord pour son oncle à Wall Street, mais celui-ci le renvoie après 3 ans. Il décide alors de tenter sa chance comme scénariste à Hollywood en 1936.
Il est revenu à New York en 1939 et est devenu citoyen américain. La météorologie n'était pas son choix de carrière, mais à l'approche de la Seconde Guerre mondiale, il se joignit au United States Army Air Corps qui lui assigna ce domaine, les autres postes en génie étant déjà remplis. Il s'inscrit ainsi à l'Université de New York à l'automne 1940, l'une des 5 écoles de formation pour les cadets. En 1942, il a obtenu sa maîtrise en météorologie, puis a enseigné à l'Université de Washington. Lors de sa formation, il a fait un stage à Porto Rico où il fut initié à la météorologie tropicale.
En 1945-46, il dirigea l'Institut de météorologie tropicale de l'Université de Porto Rico sous l'égide de l'armée américaine et de l'Université de Chicago. Il a obtenu son doctorat de l'Université de Chicago en 1947 et y a enseigné jusqu'en 1960. C'est durant la période immédiatement après la guerre, que Riehl s'est aventuré dans l'étude du temps aux basses latitudes à la suite de son expérience à Porto Rico. Grâce à ses recherches avec des observations limitées et des contraintes dynamiques mal comprises, il est devenu le « père de la météorologie tropicale ».
En 1961, il joignit l'université d'État du Colorado (CSU) à Fort Collins pour y fonder le Département des sciences de l'atmosphère. Il y est resté jusqu'en 1972. Il devient ensuite directeur de l'Institut de météorologie et de géophysique de l'Université libre de Berlin. Il a su attirer des étudiants exceptionnels pour le seconder.
Il est venu à Boulder en 1976 pour rejoindre le National Center for Atmospheric Research (NCAR) et le Cooperative Institute for Research in Environmental Sciences (CIRES), un laboratoire conjoint du gouvernement fédéral et de l'Université du Colorado. Il a pris sa retraite en 1989 tout en restant consultant en météorologies tropicale.

## Prix et distinctions
- Prix Clarence Leroy Meisinger de l'American Meteorological Society (1947) pour les études aérologiques en météorologie tropicale et subtropicale[4] ;
- Prix Losey de l'American Institute of Aeronautics and Astronautics (1962) ;
- Médaille de recherche Carl-Gustaf Rossby de l'American Meteorological Society (1979) pour ses analyses exceptionnelles des phénomènes tropicaux[4].